# Martyni Sportscars
Martyni Sportscars war ein britischer Hersteller von Automobilen.

## Unternehmensgeschichte
Martyn Perks gründete 1999 das Unternehmen in Bilston in der Grafschaft Wolverhampton. Er begann mit Unterstützung durch seinen Vater Malcolm mit der Produktion von Automobilen und Kits. Der Markenname lautete Martyni. 2008 endete die Produktion. Insgesamt entstanden etwa 30 Exemplare.

## Fahrzeuge
Das einzige Modell war der C 23. Dies war die Nachbildung des Rennsportwagens Lotus 23. Die Basis bildete ein Monocoque aus Zintec-Stahl. Die Karosserie bestand aus Fiberglas.